# Tabanus olsufjevi
Tabanus olsufjevi är en tvåvingeart som beskrevs av Hauser 1960. Tabanus olsufjevi ingår i släktet Tabanus och familjen bromsar. Inga underarter finns listade i Catalogue of Life.